# Protorthodes alfkenii
Protorthodes alfkenii är en fjärilsart som beskrevs av Augustus Radcliffe Grote 1895. Protorthodes alfkenii ingår i släktet Protorthodes och familjen nattflyn. Inga underarter finns listade i Catalogue of Life.